# Dasymys
A Dasymys (borzaspatkányok) az emlősök (Mammalia) osztályának rágcsálók (Rodentia) rendjébe, ezen belül az egérfélék (Muridae) családjába tartozó nem.

## Tudnivalók
A Dasymys-fajok előfordulási területe a Szubszaharai Afrika. A történelmi elterjedési területüknek, nagyjából az északi részére szorultak vissza, mivel délen az emberi tevékenységek miatt romlott az élőhelyük. A rágcsálóknak ez a neme a mocsaras és lápos területekhez alkalmazkodott. A fajok igen jó úszók. Éjszaka mozognak és magányosan élnek.

## Rendszerezés
A nembe az alábbi 10 faj tartozik:
- Dasymys alleni Lawrence & Loveridge, 1953
- Dasymys cabrali W. Verheyen, Hulselmans, Dierckx, Colyn, Leirs, & E. Verheyen, 2003
- nigériai borzaspatkány (Dasymys foxi) Thomas, 1912
- Dasymys incomtus Sundevall, 1847 - típusfaj
- ruwenzori-hegységi borzaspatkány (Dasymys montanus) Thomas, 1906
- Dasymys nudipes Peters, 1870
- Dasymys robertsii Mullin, Taylor & Pillay, 2004[2]
- Dasymys rufulus Miller, 1900
- Dasymys rwandae W. Verheyen, Hulselmans, Dierckx, Colyn, Leirs, & E. Verheyen, 2003
- Dasymys sua W. Verheyen, Hulselmans, Dierckx, Colyn, Leirs, & E. Verheyen, 2003

### Fordítás
- Ez a szócikk részben vagy egészben  a   Dasymys című angol Wikipédia-szócikk ezen változatának fordításán alapul.  Az eredeti cikk szerkesztőit annak laptörténete sorolja fel. Ez a jelzés csupán a megfogalmazás eredetét és a szerzői jogokat jelzi, nem szolgál a cikkben szereplő információk forrásmegjelöléseként.